# Cyclocephala nigerrima
Cyclocephala nigerrima är en skalbaggsart som beskrevs av Bates 1888. Cyclocephala nigerrima ingår i släktet Cyclocephala och familjen Dynastidae. Inga underarter finns listade i Catalogue of Life.